# 해남공공도서관
해남공공도서관은 전라남도 해남군 소재의 공공 도서관이다.

## 연혁
- 1983. 02. 19 해남군공공도서관 설립승인
- 1984. 04. 27 해남공공도서관 개관
- 2001. 02. 10 전라남도교육감 지정 평생학습관 운영
- 2003. 02. 25 종합자료실 증축
- 2003. 11. 10 문화관광부 지원 디지털자료실 구축
- 2009. 08. 23 문화강좌실 증축
- 2019. 02. 12. 신축도서관 개관

## 시설현황
- 1층: 책누리1(어린이 자료), 유아누리, 배움누리 1, 배움누리 2
- 2층: 열람실, 책누리2, 배움누리 3, 보존서고, 휴게실
- 3층: 배움누리 4, 행정실